# Р'юзан-Мару
Р'юзан-Мару (Ryuzan Maru) — транспортне судно, яке під час Другої світової війни брало участь у операціях японських збройних сил на Тихому океані. 
Судно спорудили як SS Kerhonkson в 1920 році на верфі Standard Shipbuilding Corp. у штаті Нью-Йорк. Якийсь час його власником була британська Wheelock, Marden & Co. Ltd., а в 1938-му судно перейшло до японської Kokoku Kisen та отримало назву «Р'юзан-Мару». 
Є відомості, що в якийсь момент судно реквізували для потреб Імперської армії Японії.
Станом на початок березня 1943-го «Р'юзан-Мару» перебувало у Рабаулі (головна база в архіпелазі Бісмарка, з якої японці провадили операції на Соломонових островах та сході Нової Гвінеї), звідки 2 березня вирушило до Палау (важливий транспортний хаб на заході Каролінських островів) в конвої F2. Далі 4 – 10 квітня судно прослідувало в конвої № 3202 з Палау до Маніли.
31 липня 1943-го «Р'юзан-Мару» перебувало у Яванському морі за півтори сотні кілометрів на північний захід від Сурабаї. Тут воно було виявлене та потоплене американським підводним човном USS Finback.